# Kang Nam-Won
Kang Nam-Won (13 de enero de 1979) es un deportista surcoreano que compitió en taekwondo.
Ganó dos medallas de oro en el Campeonato Mundial de Taekwondo en los años 2001 y 2003, y dos medallas en el Campeonato Asiático de Taekwondo en los años 1998 y 2000. En los Juegos Asiáticos de 1998 consiguió una medalla de oro.

## Palmarés internacional
| Campeonato Mundial  | Campeonato Mundial                | Campeonato Mundial | Campeonato Mundial |
| Año                 | Lugar                             | Medalla            | Categoría          |
| ------------------- | --------------------------------- | ------------------ | ------------------ |
| 2001                | Jeju (Corea del Sur)              | Medalla de oro     | –62 kg             |
| 2003                | Garmisch-Partenkirchen (Alemania) | Medalla de oro     | –67 kg             |
| Juegos Asiáticos    |                                   |                    |                    |
| Año                 | Lugar                             | Medalla            | Categoría          |
| 1998                | Bangkok (Tailandia)               | Medalla de oro     | –64 kg             |
| Campeonato Asiático |                                   |                    |                    |
| Año                 | Lugar                             | Medalla            | Categoría          |
| 1998                | Ciudad Ho Chi Minh (Vietnam)      | Medalla de oro     | –64 kg             |
| 2000                | Hong Kong (China)                 | Medalla de oro     | –62 kg             |